# Gérard Janvion
Gérard Janvion (nascut el 21 d'agost de 1953 a Fort-de-France, Martinica) és un futbolista internacional francès retirat que va jugar defensa.
Destacà als clubs AS Saint-Étienne i Paris Saint-Germain FC, i a la selecció francesa.

## Palmarès
- Ligue 1 (4):
  - 1973–74, 1974–75, 1975–76, 1980–81
- Coupe de France (3):
  - 1973–74, 1974–75, 1976–77